# 1970年オーストリアグランプリ
1970年オーストリアグランプリ (1970 Austrian Grand Prix) は、1970年のF1世界選手権第9戦として、1970年8月16日にエステルライヒリンクで開催された。
レースは60周で行われ、フェラーリのジャッキー・イクスが3番手スタートから優勝した。チームメイトのクレイ・レガツォーニが2位で初の表彰台を獲得し、ブラバムのロルフ・シュトメレンが3位で唯一の表彰台を獲得した。ドライバーズランキング首位で母国グランプリを迎えたロータスのヨッヘン・リントはポールポジションを獲得したが、エンジントラブルでリタイアに終わった。

## 背景
F1世界選手権レースとして開催されるオーストリアGPはツェルトベク飛行場で行われた1964年以来2回目である。ツェルトベク飛行場でのF1レースから6年が経つ間、同飛行場のすぐ北にエステルライヒリンクが建設された。風光明媚なこのコースは、一連の高速コーナーや起伏の激しさが特徴であった。

## エントリー
フェラーリは3台の312Bを走らせることを決め、これまで2台目をシェアしていたクレイ・レガツォーニとイグナツィオ・ギュンティがともに走ることになった。ウィリアムズはブライアン・レッドマンがスポーツカーレースに参加するため、新人ティム・シェンケンを起用した。ロブ・ウォーカーはコーリン・チャップマンにロータス・72を注文したが準備が間に合わず、グラハム・ヒルは欠場した。コーリン・クラッベ・レーシングはエンジンを使い果たしたため、ロニー・ピーターソンも欠場した。

### エントリーリスト
| チーム                                              | No. | ドライバー                     | コンストラクター | シャシー | エンジン                         | タイヤ |
| --------------------------------------------------- | --- | ------------------------------ | ---------------- | -------- | -------------------------------- | ------ |
| ティレル・レーシング・オーガニゼーション            | 1   | ジャッキー・スチュワート       | マーチ           | 701      | フォード・コスワース DFV 3.0L V8 | D      |
| ティレル・レーシング・オーガニゼーション            | 2   | フランソワ・セベール           | マーチ           | 701      | フォード・コスワース DFV 3.0L V8 | D      |
| マーチ・エンジニアリング                            | 3   | ジョー・シフェール             | マーチ           | 701      | フォード・コスワース DFV 3.0L V8 | F      |
| マーチ・エンジニアリング                            | 4   | クリス・エイモン               | マーチ           | 701      | フォード・コスワース DFV 3.0L V8 | F      |
| STPコーポレーション                                 | 5   | マリオ・アンドレッティ         | マーチ           | 701      | フォード・コスワース DFV 3.0L V8 | F      |
| ゴールドリーフ・チーム・ロータス                    | 6   | ヨッヘン・リント               | ロータス         | 72C      | フォード・コスワース DFV 3.0L V8 | F      |
| ゴールドリーフ・チーム・ロータス                    | 7   | ジョン・マイルズ               | ロータス         | 72C      | フォード・コスワース DFV 3.0L V8 | F      |
| ゴールドリーフ・チーム・ロータス                    | 8   | エマーソン・フィッティパルディ | ロータス         | 49C      | フォード・コスワース DFV 3.0L V8 | F      |
| ブルックボンド・オクソ・レーシング/ロブ・ウォーカー | 9   | グラハム・ヒル 1               | ロータス         | 72       | フォード・コスワース DFV 3.0L V8 | F      |
| モーターレーシング・ディベロップメンツ・リミテッド  | 10  | ジャック・ブラバム             | ブラバム         | BT33     | フォード・コスワース DFV 3.0L V8 | G      |
| アウト・モトール・ウント・シュポルト                | 11  | ロルフ・シュトメレン           | ブラバム         | BT33     | フォード・コスワース DFV 3.0L V8 | G      |
| スクーデリア・フェラーリ SpA SEFAC                  | 12  | ジャッキー・イクス             | フェラーリ       | 312B     | フェラーリ 001 3.0L F12          | F      |
| スクーデリア・フェラーリ SpA SEFAC                  | 14  | イグナツィオ・ギュンティ       | フェラーリ       | 312B     | フェラーリ 001 3.0L F12          | F      |
| スクーデリア・フェラーリ SpA SEFAC                  | 27  | クレイ・レガツォーニ           | フェラーリ       | 312B     | フェラーリ 001 3.0L F12          | F      |
| チーム・サーティース                                | 15  | ジョン・サーティース           | サーティース     | TS7      | フォード・コスワース DFV 3.0L V8 | F      |
| ヤードレー・チーム・BRM                             | 16  | ジャッキー・オリバー           | BRM              | P153     | BRM P142 3.0L V12                | D      |
| ヤードレー・チーム・BRM                             | 17  | ペドロ・ロドリゲス             | BRM              | P153     | BRM P142 3.0L V12                | D      |
| ヤードレー・チーム・BRM                             | 18  | ジョージ・イートン             | BRM              | P153     | BRM P142 3.0L V12                | D      |
| エキップ・マトラ・エルフ                            | 19  | ジャン＝ピエール・ベルトワーズ | マトラ           | MS120    | マトラ MS12 3.0L V12             | G      |
| エキップ・マトラ・エルフ                            | 20  | アンリ・ペスカロロ             | マトラ           | MS120    | マトラ MS12 3.0L V12             | G      |
| ブルース・マクラーレン・モーターレーシング          | 21  | デニス・ハルム                 | マクラーレン     | M14A     | フォード・コスワース DFV 3.0L V8 | G      |
| ブルース・マクラーレン・モーターレーシング          | 23  | ピーター・ゲシン               | マクラーレン     | M14A     | フォード・コスワース DFV 3.0L V8 | G      |
| ブルース・マクラーレン・モーターレーシング          | 22  | アンドレア・デ・アダミッチ     | マクラーレン     | M14D     | アルファロメオ T33 3.0L V8       | G      |
| シルビオ・モーザー・レーシングチーム                | 24  | シルビオ・モーザー             | ベラシ           | F1 70    | フォード・コスワース DFV 3.0L V8 | G      |
| コーリン・クラッベ・レーシング                      | 25  | ロニー・ピーターソン 2         | マーチ           | 701      | フォード・コスワース DFV 3.0L V8 | G      |
| フランク・ウィリアムズ・レーシングカーズ            | 26  | ティム・シェンケン             | デ・トマソ       | 505      | フォード・コスワース DFV 3.0L V8 | D      |
| ソース:                                             |     |                                |                  |          |                                  |        |

追記
- ^1 - マシンが準備できず欠場[8]
- ^2 - エンジンが準備できず欠場[6]

## 予選
土曜日は雨に見舞われたため、金曜日のタイムにより予選順位が確定し、既に地元オーストリアの英雄となっていたヨッヘン・リントがポールポジションを獲得した。しかしその一方で、チームメイトのジョン・マイルズがブレーキシリンダーの故障に悩まされ、ロータス・72の信頼性に疑問を投げかけた。リントのライバルとなっていたフェラーリ勢が好調で、頭角を現してきたクレイ・レガツォーニが2番手となり、リントとフロントローに並んだ。ジャッキー・イクスは3番手でジャッキー・スチュワートと2列目、イグナツィオ・ギュンティは5番手でクリス・エイモンと3列目に並んだ。

### 予選結果
| 順位    | No. | ドライバー                     | コンストラクター            | タイム  | 差    | グリッド |
| ------- | --- | ------------------------------ | --------------------------- | ------- | ----- | -------- |
| 1       | 6   | ヨッヘン・リント               | ロータス-フォード           | 1:39.23 | -     | 1        |
| 2       | 27  | クレイ・レガツォーニ           | フェラーリ                  | 1:39.70 | +0.47 | 2        |
| 3       | 12  | ジャッキー・イクス             | フェラーリ                  | 1:39.86 | +0.63 | 3        |
| 4       | 1   | ジャッキー・スチュワート       | マーチ-フォード             | 1:40.15 | +0.92 | 4        |
| 5       | 14  | イグナツィオ・ギュンティ       | フェラーリ                  | 1:40.21 | +0.98 | 5        |
| 6       | 4   | クリス・エイモン               | マーチ-フォード             | 1:40.60 | +1.37 | 6        |
| 7       | 19  | ジャン＝ピエール・ベルトワーズ | マトラ                      | 1:40.81 | +1.58 | 7        |
| 8       | 10  | ジャック・ブラバム             | ブラバム-フォード           | 1:40.81 | +1.58 | 8        |
| 9       | 2   | フランソワ・セベール           | マーチ-フォード             | 1:40.89 | +1.66 | 9        |
| 10      | 7   | ジョン・マイルズ               | ロータス-フォード           | 1:41.46 | +2.23 | 10       |
| 11      | 21  | デニス・ハルム                 | マクラーレン-フォード       | 1:41.49 | +2.26 | 11       |
| 12      | 15  | ジョン・サーティース           | サーティース-フォード       | 1:41.49 | +2.26 | 12       |
| 13      | 20  | アンリ・ペスカロロ             | マトラ                      | 1:41.70 | +2.47 | 13       |
| 14      | 16  | ジャッキー・オリバー           | BRM                         | 1:41.73 | +2.50 | 14       |
| 15      | 22  | アンドレア・デ・アダミッチ     | マクラーレン-アルファロメオ | 1:41.82 | +2.59 | 15       |
| 16      | 8   | エマーソン・フィッティパルディ | ロータス-フォード           | 1:41.86 | +2.63 | 16       |
| 17      | 11  | ロルフ・シュトメレン           | ブラバム-フォード           | 1:42.09 | +2.86 | 17       |
| 18      | 5   | マリオ・アンドレッティ         | マーチ-フォード             | 1:42.28 | +3.05 | 18       |
| 19      | 26  | ティム・シェンケン             | デ・トマソ-フォード         | 1:42.41 | +3.18 | 19       |
| 20      | 3   | ジョー・シフェール             | マーチ-フォード             | 1:42.56 | +3.33 | 20       |
| 21      | 23  | ピーター・ゲシン               | マクラーレン-フォード       | 1:42.79 | +3.56 | 21       |
| 22      | 17  | ペドロ・ロドリゲス             | BRM                         | 1:43.19 | +3.96 | 22       |
| 23      | 18  | ジョージ・イートン             | BRM                         | 1:45.00 | +5.77 | 23       |
| 24      | 24  | シルビオ・モーザー             | ベラシ-フォード             | 1:45.64 | +6.41 | 24       |
| ソース: |     |                                |                             |         |       |          |

## 決勝
日曜日は10万人の大観衆が詰めかけた。観客のほとんどは地元の英雄ヨッヘン・リントの優勝を期待したが、彼らは失望することになった。
スタートでクレイ・レガツォーニが首位に立ち、ジャッキー・イクスもリントを抜いてフェラーリが1-2体制を築いた。リントはフェラーリ2台を追ったが、エンジントラブルで早々とリタイアした。2周目にレガツォーニはイクスを前に行かせ、以後はフェラーリ2台がレースを支配した。ジャン＝ピエール・ベルトワーズはフェラーリ2台に続く3位を長く走行していたが、レース終盤に燃料ピックアップの問題に苦しみ、ロルフ・シュトメレンとBRMの2台（ペドロ・ロドリゲス、ジャッキー・オリバー）に抜かれて6位に終わった。イクスとレガツォーニは3位のシュトメレンに1分半の差を付け、イクスは今季初勝利を挙げ、フェラーリは1-2フィニッシュを達成した。レガツォーニとシュトメレンは初（シュトメレンにとっては唯一）の表彰台を獲得した。フェラーリの残る1台を駆るイグナツィオ・ギュンティはレース序盤に4位を走行していたが、ファイアストンタイヤの前輪のトレッド部分が持ち上がってしまったため交換しなければならず、大きく後退して7位に終わった。フェラーリ、BRM、マトラの12気筒勢は全車が完走し、上位7台中6台を占めた。それまでフォード・コスワース・DFVエンジンの前に敗走していた12気筒勢の復調を印象づけたレースとなった。
ドライバーズチャンピオン争いは首位のリントがリタイアしたが、2位のジャック・ブラバムも無得点に終わったため、両者の差は20点のままであった。3位のデニス・ハルムはブラバムと5点差、優勝したイクスはジャッキー・スチュワートに並ぶ19点で4位に浮上した。コンストラクターズチャンピオン争いはロータスが首位をキープした。ブラバムはシュトメレンが表彰台を獲得して33点とし、2位のマーチとポイントで並んだ。レースを制したフェラーリは、4位のマクラーレンとの差を大きく縮めた。

### レース結果
| 順位    | No. | ドライバー                     | コンストラクター            | 周回数 | タイム/リタイア原因 | グリッド | ポイント |
| ------- | --- | ------------------------------ | --------------------------- | ------ | ------------------- | -------- | -------- |
| 1       | 12  | ジャッキー・イクス             | フェラーリ                  | 60     | 1:42:17.32          | 3        | 9        |
| 2       | 27  | クレイ・レガツォーニ           | フェラーリ                  | 60     | +0.61               | 2        | 6        |
| 3       | 11  | ロルフ・シュトメレン           | ブラバム-フォード           | 60     | +1:27.88            | 17       | 4        |
| 4       | 17  | ペドロ・ロドリゲス             | BRM                         | 59     | +1 Lap              | 22       | 3        |
| 5       | 16  | ジャッキー・オリバー           | BRM                         | 59     | +1 Lap              | 14       | 2        |
| 6       | 19  | ジャン＝ピエール・ベルトワーズ | マトラ                      | 59     | +1 Lap              | 7        | 1        |
| 7       | 14  | イグナツィオ・ギュンティ       | フェラーリ                  | 59     | +1 Lap              | 5        |          |
| 8       | 4   | クリス・エイモン               | マーチ-フォード             | 59     | +1 Lap              | 6        |          |
| 9       | 3   | ジョー・シフェール             | マーチ-フォード             | 59     | +1 Lap              | 20       |          |
| 10      | 23  | ピーター・ゲシン               | マクラーレン-フォード       | 59     | +1 Lap              | 21       |          |
| 11      | 18  | ジョージ・イートン             | BRM                         | 58     | +2 Laps             | 23       |          |
| 12      | 22  | アンドレア・デ・アダミッチ     | マクラーレン-アルファロメオ | 57     | +3 Laps             | 15       |          |
| 13      | 10  | ジャック・ブラバム             | ブラバム-フォード           | 56     | +4 Laps             | 8        |          |
| 14      | 20  | アンリ・ペスカロロ             | マトラ                      | 56     | +4 Laps             | 13       |          |
| 15      | 8   | エマーソン・フィッティパルディ | ロータス-フォード           | 55     | +5 Laps             | 16       |          |
| Ret     | 21  | デニス・ハルム                 | マクラーレン-フォード       | 30     | エンジン            | 11       |          |
| Ret     | 15  | ジョン・サーティース           | サーティース-フォード       | 27     | エンジン            | 12       |          |
| Ret     | 26  | ティム・シェンケン             | デ・トマソ-フォード         | 25     | エンジン            | 19       |          |
| Ret     | 6   | ヨッヘン・リント               | ロータス-フォード           | 21     | エンジン            | 1        |          |
| Ret     | 5   | マリオ・アンドレッティ         | マーチ-フォード             | 13     | アクシデント        | 18       |          |
| Ret     | 24  | シルビオ・モーザー             | ベラシ-フォード             | 13     | ラジエーター        | 24       |          |
| Ret     | 1   | ジャッキー・スチュワート       | マーチ-フォード             | 7      | 燃料パイプ          | 4        |          |
| Ret     | 7   | ジョン・マイルズ               | ロータス-フォード           | 4      | ブレーキ            | 10       |          |
| Ret     | 2   | フランソワ・セベール           | マーチ-フォード             | 0      | エンジン            | 9        |          |
| ソース: |     |                                |                             |        |                     |          |          |

優勝者ジャッキー・イクスの平均速度
208.035 km/h (129.267 mph)
ファステストラップ
- クレイ・レガツォーニ - 1:40.40（40周目）
- ジャッキー・イクス - 1:40.40（51周目）

ラップリーダー
太字は最多ラップリーダー
- クレイ・レガツォーニ - 1周 (Lap 1)
- ジャッキー・イクス - 59周 (Lap 2-60)

## 第9戦終了時点のランキング
|         | 順位 | ドライバー               | ポイント |
| ------- | ---- | ------------------------ | -------- |
|         | 1    | ヨッヘン・リント         | 45       |
|         | 2    | ジャック・ブラバム       | 25       |
|         | 3    | デニス・ハルム           | 20       |
| 3       | 4    | ジャッキー・イクス       | 19       |
| 1       | 5    | ジャッキー・スチュワート | 19       |
| ソース: |      |                          |          |

|         | 順位 | コンストラクター      | ポイント |
| ------- | ---- | --------------------- | -------- |
|         | 1    | ロータス-フォード     | 50       |
|         | 2    | マーチ-フォード       | 33       |
|         | 3    | ブラバム-フォード     | 33       |
|         | 4    | マクラーレン-フォード | 27       |
|         | 5    | フェラーリ            | 25       |
| ソース: |      |                       |          |

- 注: トップ5のみ表示。前半7戦のうちベスト6戦及び後半6戦のうちベスト5戦がカウントされる。